# Georg Loesche
Georg Loesche, född den 22 augusti 1855 i Berlin, död den 7 mars 1932 i Königssee, var en tysk protestantisk teolog, gift med författarinnan Naema Loesche.
Loesche, som 1887–1915 var professor i Wien, var en betydande forskare inom österrikiska protestantismens historia med stilistisk talang. Han utgav bland annat Johannes Mathesius - Ein Lebens- und Sitten-Bild aus der Reformationszeit (2 band, 1895; nytryck 1971) och Mathesius skrifter (4 band, 1896–1904), Geschichte des Protestantismus in Oesterreich (1902; handbok) och Luther, Melanchthon und Calvin in Oesterreich-Ungarn (1909). Loesche var också redaktör för Jahrbuch der Gesellschaft für die Geschichte des Protestantismus in Österreich.